# Тэсс из рода д’Эрбервиллей (мини-сериал)
«Тэсс из рода Д’Эрбервиллей» (англ. Tess of the D'Urbervilles) — четырехсерийный драматический мини-сериал, вышедший в 2008 году в Великобритании на канале BBC по одноимённому роману английского романиста, поэта и новеллиста Томаса Харди, опубликованному в 1891 году.
Роман повествует о судьбе деревенской девушки Тэсс Дарбейфилд, жизнь которой сильно меняется, когда её отец узнает, что они дальние родственники знатного рода Д`Эрбервиллей.
В сериале сыграли Джемма Артертон в роли Тэсс Дарбейфилд, Эдди Редмэйн в роли Энджела Клэра и Ханс Мэтисон в роли Алека Д’Эрбервилля.
Этот сериал — вторая экранизация романа. Первая экранизация вышла в 1979 году и называлась «Тэсс». В 2011 году вышла ещё одна — «Красавица из трущоб».

## Сюжет
Действие сериала происходит в английской провинции конца XIX века. По сюжету в долине Блэкмор живёт семья Дарбейфилд, глава которой, Джек, случайно узнаёт, что их семейство является всем, что осталось от древней рыцарской семьи д’Эрбервиллей. Джек забрасывает работу и проводит основное время в местных кабаках. Опорой семьи становится Тэсс Дарбейфилд, старшая дочь Джека. В ходе сериала ей предстоит обрести и потерять любовь, пережить взлёты и падения.

## В ролях
- Джемма Артертон — Тэсс Дарбейфилд
- Эдди Редмэйн — Энджел Клэр
- Ханс Мэтисон — Алек Д’Эрбервилл
- Иан Палстон-Дэвис — Джон Дарбейфилд
- Кеннет Крэнем — мистер Клэр